# Esala Masi
Esala Masinisau (Fiji, 9 de março de 1974) é um ex-futebolista e treinador de futebol fijiano que atuava como atacante.

## Carreira
Em sua carreira, iniciada em 1994, Masi defendeu Ba, Gippsland Falcons[carece de fontes?], Wollongong Wolves, Newcastle Jets, South Cardiff Gunners, Sydney Olympic, Johor FC (por empréstimo), Navua, Oakleigh Cannons, Frankston Pines, Altona Magic, Pine Rivers United e Mitchelton onde se aposentou em 2013, aos 39 anos. Em dezembro de 2015, voltou ao Mitchelton para assumir o time reserva.
Pela Seleção Fijiana, disputou 34 partidas oficiais entre 1997 (estreia contra a Nova Zelândia, pelas eliminatórias da Copa de 1998) e 2005 (quarto jogador que mais atuou) e fez 31 gols, sendo o maior artilheiro da história dos Bula Boys ao lado de Roy Krishna (cuja média de gols é inferior à média obtida por Masi, de 0,91 por jogo).

## Títulos
Wollongong Wolves
- National Soccer League: 1999–00

Altona Magic
- National Premier Leagues Victoria: 2008

Mitchelton FC
- Capital League 1: 2013

Seleção Fijiana
- Copa Melanésia: 1998, 2000
- Jogos do Pacífico: 2003[1]

### Individuais
- Artilheiro dos Jogos do Pacífico Sul de 2003: 12 gols
- Artilheiro da National Premier Leagues Victoria de 2007: 15 gols[carece de fontes?]